# Lista de Estados predecessores na América do Sul
Esta é uma lista de todos os atuais Estados soberanos da América do Sul e seus respectivos Estados predecessores. A divisão entre América do Norte e do Sul é evidentemente proposital, considerando o Istmo do Panamá como demarcação territorial tradicionalmente aceita pelos estudiosos e organizações governamentais. A América do Sul foi colonizada por nações europeias de toda a Era Moderna: primeiramente pelo Império Espanhol e Português e, posteriormente, pelos Holandeses, Franceses e Britânicos. A grande maioria dos países sul-americanos obtiveram suas respectivas independências ao longo do século XIX.

## Estados predecessores
| Estado soberano   | Sucessão de estados | Sucessão de estados | Sucessão de estados      | Sucessão de estados      |
| Estado soberano   | Estados predecessores | Período             | Primeiro governante      | Último governante        |
| ----------------- | --- | ------------------- | ------------------------ | ------------------------ |
| Argentina         | Região integrante do Vice-reino do Peru (vice-reino da Coroa de Castela)                                                  | 1542–1776           | Carlos I                 | Carlos III               |
| Argentina         | Vice-reino do Rio da Prata (vice-reino do Império Espanhol)                                                               | 1776–1810           | Carlos III               | Fernando VII             |
| Argentina         | Províncias Unidas do Rio da Prata                                                                                         | 1810–1831           | Cornelio Saavedra        | Bernardino Rivadavia     |
| Argentina         | Confederação Argentina | 1831–1861           | Juan Manuel de Rosas     | Santiago Derqui          |
| Bolívia           | Governo de Nova Toledo (Governo da Coroa de Castela)                                                                      | 1529–1542           | Carlos I                 | Carlos I                 |
| Bolívia           | Região integrante do Vice-reino do Peru (vice-reino do Império Espanhol)                                                  | 1542–1776           | Carlos I                 | Carlos III               |
| Bolívia           | Região integrante do Vice-reino do Rio da Prata (vice-reino do Império Espanhol)                                          | 1776–1810           | Carlos III               | Fernando VII             |
| Bolívia           | Região integrante do Vice-reino do Peru (vice-reino do Império Espanhol)                                                  | 1810–1825           | Fernando VII             | Fernando VII             |
| Bolívia           | República da Bolívia | 1825–2009           | Simón Bolívar            | Evo Morales              |
| Brasil            | Estado do Brasil (Estado Colonial do Império Português)                                                                   | 1549–1815           | Manuel I de Portugal     | Maria I de Portugal      |
| Brasil            | Reino Unido de Portugal, Brasil e Algarves (Reino em união pessoal com Portugal e Algarves)                               | 1815–1822           | Maria I de Portugal      | João VI de Portugal      |
| Brasil            | Império do Brasil | 1822–1889           | Pedro I do Brasil        | Pedro II do Brasil       |
| Brasil            | República dos Estados Unidos do Brasil                                                                                    | 1889–1937           | Deodoro da Fonseca       | Getúlio Vargas           |
| Brasil            | Estados Unidos do Brasil                                                                                                  | 1889–1967           | Getúlio Vargas           | Arthur da Costa e Silva  |
| Chile             | Capitania Geral do Chile (Capitania-Geral do Império Espanhol)                                                            | 1542–1818           | Carlos I de Espanha      | Fernando VII de Espanha  |
| Colômbia          | Região integrante do Vice-reino do Peru (vice-reino do Império Espanhol)                                                  | 1542–1717           | Carlos I de Espanha      | Filipe V de Espanha      |
| Colômbia          | Vice-reino de Nova Granada (vice-reino do Império Espanhol)                                                               | 1717–1819           | Filipe V de Espanha      | Fernando VII de Espanha  |
| Colômbia          | República da Colômbia | 1819–1831           | Simón Bolívar            | Rafael Urdaneta          |
| Colômbia          | República de Nova Granada                                                                                                 | 1831–1858           | José María Obando        | Mariano Ospina Rodríguez |
| Colômbia          | Confederação Granadina | 1858–1863           | Mariano Ospina Rodríguez | Tomás de Mosquera        |
| Colômbia          | Estados Unidos da Colômbia                                                                                                | 1863–1886           | Tomás de Mosquera        | Campo Serrano            |
| Equador           | Região integrante do Vice-reino do Peru (vice-reino do Império Espanhol)                                                  | 1542–1717           | Carlos I                 | Filipe V                 |
| Equador           | Região integrante do Vice-reino de Nova Granada (vice-reino do Império Espanhol)                                          | 1717–1822           | Filipe V de Espanha      | Fernando VII             |
| Equador           | Região integrante da República da Colômbia                                                                                | 1822–1830           | Simón Bolívar            | Rafael Urdaneta          |
| Guiana            | Colônia de Essequibo (1616–1815), de Berbice (1627–1815) e Colônia de Demerara (1745–1815) (colônias do Império Holandês) | 1616–1815           | Maurício I               | Guilherme I              |
| Guiana            | Guiana Britânica (colônia da coroa da Grã-Bretanha)                                                                       | 1814–1966           | Jorge III                | Isabel II                |
| Guiana            | Comunidade da Guiana | 1966–1970           | Isabel II                | Isabel II                |
| Paraguai          | Região integrante do Vice-reino do Peru (vice-reino da Coroa de Castela)                                                  | 1542–1776           | Carlos I                 | Carlos III               |
| Paraguai          | Região integrante do Vice-reino do Rio da Prata (vice-reino do Império Espanhol)                                          | 1776–1814           | Carlos III               | Fernando VII             |
| Peru              | Império Inca | 1438–1533           | Pachacuti                | Atahualpa                |
| Peru              | Governo de Nova Castela (Governo da Coroa de Castela)                                                                     | 1528–1542           | Carlos I                 | Carlos I                 |
| Peru              | Vice-reino do Peru (vice-reino do Império Espanhol)                                                                       | 1542–1824           | Carlos I                 | Fernando VII             |
| Suriname          | Guiana Holandesa (colônia dos Países Baixos)                                                                              | 1630–1954           | Ernesto Casimiro I       | Juliana                  |
| Suriname          | País do Suriname (País constituinte dos Países Baixos)                                                                    | 1954–1975           | Juliana                  | Juliana                  |
| Trinidad e Tobago | Região integrante do Vice-reino do Peru (vice-reino do Império Espanhol)                                                  | 1629–1717           | Filipe IV                | Filipe V                 |
| Trinidad e Tobago | Região integrante do Vice-reino de Nova Granada (vice-reino do Império Espanhol)                                          | 1717–1797           | Filipe V                 | Carlos III               |
| Trinidad e Tobago | Região integrante da Capitania Geral da Venezuela (capitania geral do Império Espanhol)                                   | 1777–1797           | Carlos III               | Carlos IV                |
| Trinidad e Tobago | Trinidad e Tobago Britânica                                                                                               | 1797–1958           | Jorge III                | Isabel II                |
| Trinidad e Tobago | Região integrante da Federação das Índias Ocidentais                                                                      | 1958-1962           | Isabel II                | Isabel II                |
| Trinidad e Tobago | Comunidade de Trinidad e Tobago                                                                                           | 1962–1976           | Isabel II                | Isabel II                |
| Uruguai           | Região integrante do Vice-reino do Peru (vice-reino da Coroa de Castela)                                                  | 1542–1776           | Carlos I                 | Carlos III               |
| Uruguai           | Região integrante do Vice-reino do Rio da Prata (vice-reino do Império Espanhol)                                          | 1776–1810           | Carlos III               | Fernando VII             |
| Uruguai           | Região integrante das Províncias Unidas do Rio da Prata                                                                   | 1810–1816           | Bernardino Rivadavia     | Bernardino Rivadavia     |
| Uruguai           | Região integrante da Liga dos Povos Livres                                                                                | 1815-1816           | José Gervasio Artigas    | José Gervasio Artigas    |
| Uruguai           | Região integrante do Reino Unido de Portugal, Brasil e Algarves                                                           | 1816–1822           | Maria I                  | João VI                  |
| Uruguai           | Região integrante do Império do Brasil                                                                                    | 1822–1828           | Pedro I                  | Pedro I                  |
| Venezuela         | Região integrante do Vice-reino do Peru (vice-reino do Império Espanhol)                                                  | 1542–1717           | Carlos I                 | Filipe V                 |
| Venezuela         | Capitania Geral da Venezuela (capitania geral do Império Espanhol)                                                        | 1777–1819           | Carlos III               | Fernando VII             |
| Venezuela         | Região integrante da República da Colômbia                                                                                | 1819–1830           | Simón Bolívar            | Rafael Urdaneta          |
| Venezuela         | Estado da Venezuela | 1830-1857           | José Antonio Páez        | José Tadeo Monagas       |
| Venezuela         | República da Venezuela | 1858-1864           | José Tadeo Monagas       | Juan Crisóstomo Falcón   |
| Venezuela         | Estados Unidos da Venezuela                                                                                               | 1864-1953           | Juan Crisóstomo Falcón   | Marcos Pérez Jiménez     |
| Venezuela         | República da Venezuela | 1953-1999           | Marcos Pérez Jiménez     | Hugo Chávez              |